# 高橋宏幸 (古典学者)
高橋 宏幸（たかはし ひろゆき、1956年11月 - ）は、西洋古典学者、京都大学文学部名誉教授。文学博士（京都大学）。
『アエネーイス』の訳業は、師岡道男が中途で病に倒れたのを受け、その遺業を継ぎ完成させた。

## 経歴
千葉県生まれ。1979年京都大学文学部西洋古典学卒業、1984年同大学院博士課程満期修了。
2010年「オウィディウスの神話語り 手違いの詩歌」で文学博士。1986年-88年京都大学助手、1988年京都工芸繊維大学講師、1990-91年にカリフォルニア大学バークレー校在外研究員、1991年京都工芸繊維大助教授、1995年京都大学文学部助教授、1997年-98年ハーバード大学客員研究員、2003年より京都大学文学研究科教授。2022年定年退職、名誉教授。2019年6月に日本西洋古典学会委員長（第12代）に就いた。

## 著書
- 『カエサル『ガリア戦記』 歴史を刻む剣とペン』〈書物誕生－あたらしい古典入門〉岩波書店 2009

### 編著
- 『ギリシア神話を学ぶ人のために』世界思想社 2006
- 『はじめて学ぶラテン文学史』〈シリーズはじめて学ぶ文学史7〉ミネルヴァ書房 2008
- 『キケロー書簡集』[3]岩波文庫 2006.12

### 翻訳
- オウィディウス『祭暦』国文社〈叢書アレクサンドリア図書館〉1994.7／講談社学術文庫 2025.8 ※
- 「義務について」-『キケロー選集 9 哲学II』岩波書店、1999.12。他は中務哲郎訳
- ウェルギリウス『アエネーイス』岡道男共訳、京都大学学術出版会〈西洋古典叢書〉2001.4
- プラウトゥス「プセウドルス」-『ローマ喜劇集 4』京都大学学術出版会〈同上〉2002.4
- テレンティウス「ポルミオ」-『ローマ喜劇集 5』京都大学学術出版会〈同上〉2002.8。全5冊
- 『セネカ哲学全集 5  倫理書簡集I』岩波書店 2005.5
- ウェレイユス・パテルクルス『ローマ世界の歴史』西田卓生共訳、京都大学学術出版会〈同上〉2012.3
- ユリウス・カエサル『カエサル戦記集 ガリア戦記』岩波書店 2015.2
- ユリウス・カエサル『カエサル戦記集 内乱記』岩波書店 2015.10
- アウルス・ヒルティウス『カエサル戦記集 アレクサンドリア戦記 アフリカ戦記 ヒスパーニア戦記』岩波書店 2016.7
- ホラーティウス『書簡詩』講談社学術文庫 2017.11 ※
- オウィディウス『変身物語 1・2』京都大学学術出版会〈西洋古典叢書〉2019-2020
- オウィディウス『ヘーローイデス ギリシア神話の女性たち』平凡社ライブラリー 2020.1 ※
- シリウス・イタリクス『ポエニー戦争の歌 1・2』京都大学学術出版会〈同上〉2023
- ウェルギリウス『小品集』講談社学術文庫 2025.4 ※

※は電子書籍も刊